# Château de Minakuchi
Le château de Minakuchi (水口城, Minakuchi-jō), aussi connu sous le nom de « château d'Hekisui », est un hirashiro, c'est-à-dire un château en plaine situé à Kōka, préfecture de Shiga au Japon.

## Histoire
Le château de Minakuchi fut construit en 1634 par Tokugawa Iemitsu comme une étape où il pourrait séjourner durant ses voyages entre Kyoto et Edo (à présent Tokyo) sur le Tōkaidō. Cette étape sera amenée à devenir Minakuchi-juku, la quinzième station du Tōkaidō. L'ouvrage fut construit à la façon du château de Nijō.
Katō Akitomo en devint seigneur en 1682 et ses descendants le dirigèrent jusqu'à la restauration de Meiji quand des parties du bâtiment furent démontées et vendues. Comme le château avait été construit pour le shōgun, les Katō n'installèrent jamais le palais dans le honmaru (intérieur de la motte castrale), mais en construisirent un dans le ninomaru (seconde motte castrale) à la place.

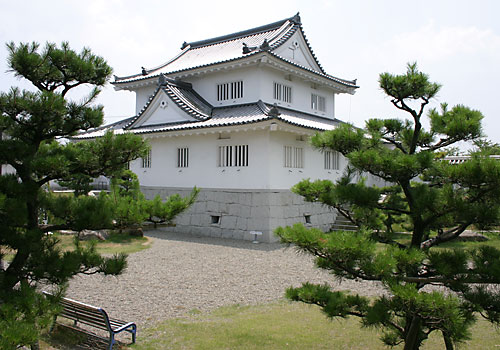
Autre vue du yagura.

## Aujourd'hui
La plus grande partie du château de Minakuchi est à présent en ruines bien que, en 1991, quelques murs, deux portails et un yagura (poivrière) ont été reconstruits. Un musée relatif au château est d'ailleurs installé dans ce yagura.